# 24 Heures du Mans 2005
Navigation
Édition précédente Édition suivante
Les 24 Heures du Mans 2005 sont la 73e édition de l'épreuve et se déroulent les 18 et 19 juin 2005 sur le circuit de la Sarthe.

## Nombre de pilotes qualifiés pour la course
Lors de cette édition 2005 des 24 Heures du Mans, 147 pilotes sont sur la grille de départ. Parmi eux, deux femmes dont Vanina Ickx qui participe ici pour la troisième fois.
| 38 Français   | 31 Britanniques | 17 Américains | 10 Allemands    | 7 Japonais   |
| 7 Néerlandais | 6 Italiens      | 5 Danois      | 4 Canadiens     | 4 Portugais  |
| 3 Russes      | 3 Suisses       | 2 Belges      | 2 Monégasques   | 1 Australien |
| 1 Autrichien  | 1 Brésilien     | 1 Finlandais  | 1 Néo-Zélandais | 1 Saoudien   |
| 1 Suédois     | 1 Tchèque       |               |                 |              |

## Déroulement de la course

### Classements intermédiaires
| Pos. | Après la 1re heure | Après la 1re heure                                                     | Après 6 heures | Après 6 heures                                                         | Après 12 heures | Après 12 heures                                                        | Après 18 heures | Après 18 heures                                                        |
| Pos. | n°                 | Voiture / Pilotes                                                      | n°             | Voiture / Pilotes                                                      | n°              | Voiture / Pilotes                                                      | n°              | Voiture / Pilotes                                                      |
| ---- | ------------------ | ---------------------------------------------------------------------- | -------------- | ---------------------------------------------------------------------- | --------------- | ---------------------------------------------------------------------- | --------------- | ---------------------------------------------------------------------- |
| 1    | 16                 | Pescarolo Sport Pescarolo C60 Hybrid (LMP1) Collard - Boullion - Comas | 3              | ADT Champion Racing Audi R8 (LMP1) Kristensen - Lehto - Werner         | 3               | ADT Champion Racing Audi R8 (LMP1) Kristensen - Lehto - Werner         | 3               | ADT Champion Racing Audi R8 (LMP1) Kristensen - Lehto - Werner         |
| 2    | 17                 | Pescarolo Sport Pescarolo C60 Hybrid (LMP1) Ayari - Hélary - Loeb      | 2              | ADT Champion Racing Audi R8 (LMP1) Biela - McNish - Pirro              | 2               | ADT Champion Racing Audi R8 (LMP1) Biela - McNish - Pirro              | 16              | Pescarolo Sport Pescarolo C60 Hybrid (LMP1) Collard - Boullion - Comas |
| 3    | 2                  | ADT Champion Racing Audi R8 (LMP1) Biela - McNish - Pirro              | 5              | Jim Gainer International Dome S101Hb (LMP1) Michigami - Ara - Kaneishi | 16              | Pescarolo Sport Pescarolo C60 Hybrid (LMP1) Collard - Boullion - Comas | 2               | ADT Champion Racing Audi R8 (LMP1) Biela - McNish - Pirro              |
| 4    | 4                  | Audi PlayStation Team Oreca Audi R8 (LMP1) Montagny - Gounon - Ortelli | 4              | Audi PlayStation Team Oreca Audi R8 (LMP1) Montagny - Gounon - Ortelli | 5               | Jim Gainer International Dome S101Hb (LMP1) Michigami - Ara - Kaneishi | 4               | Audi PlayStation Team Oreca Audi R8 (LMP1) Montagny - Gounon - Ortelli |
| 5    | 18                 | Rollcentre Racing Dallara SP1 (LMP1) Short - Barbosa - Ickx            | 10             | Racing for Holland Dome S101 (LMP1) Lammers - Julian - Bosch           | 4               | Audi PlayStation Team Oreca Audi R8 (LMP1) Montagny - Gounon - Ortelli | 17              | Pescarolo Sport Pescarolo C60 Hybrid (LMP1) Ayari - Hélary - Loeb      |

### Classement final de la course

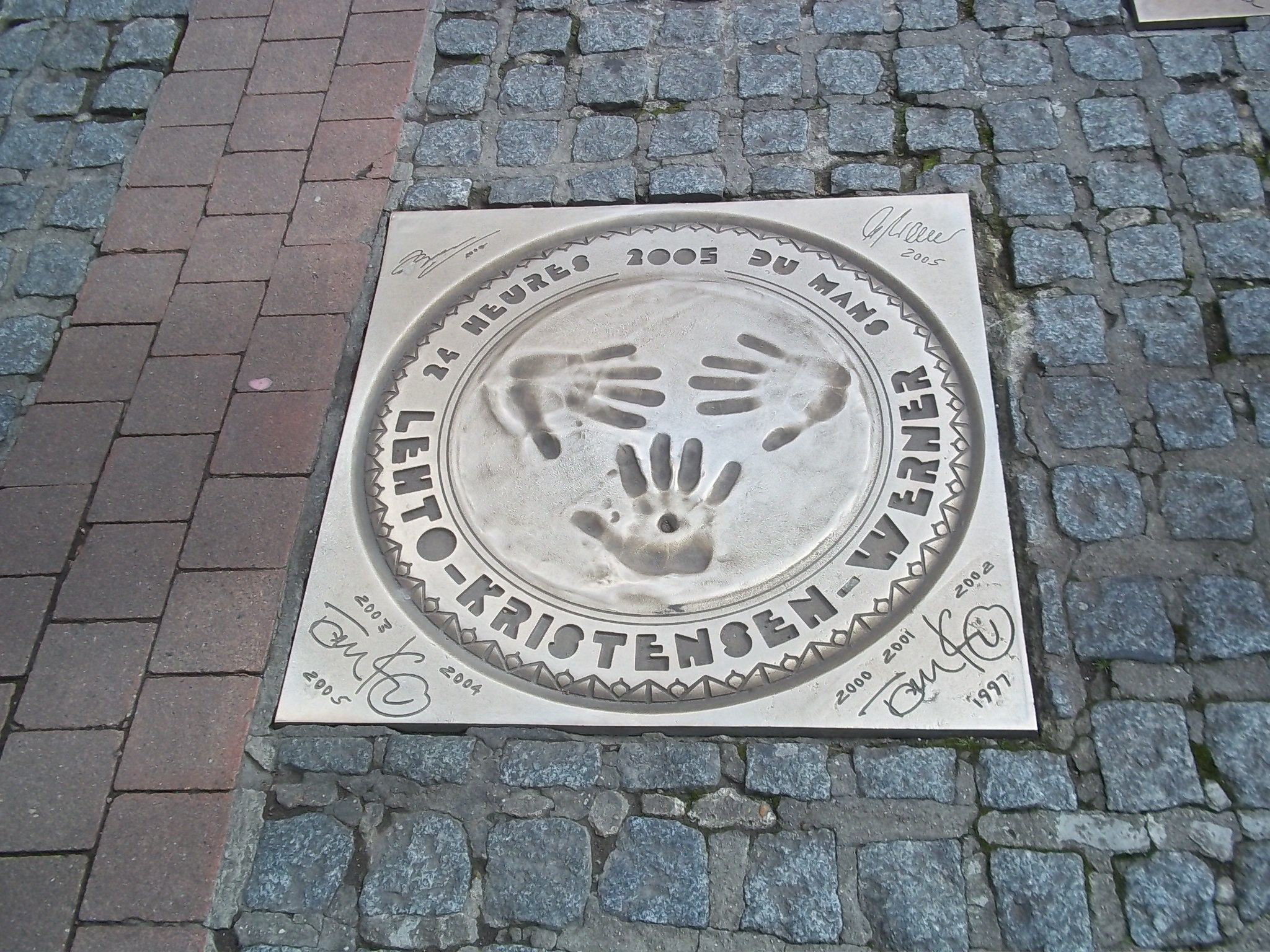
Plaque de bronze des empreintes de JJ Lehto, Tom Kristensen et Marco Werner, vainqueurs de l'édition 2005.

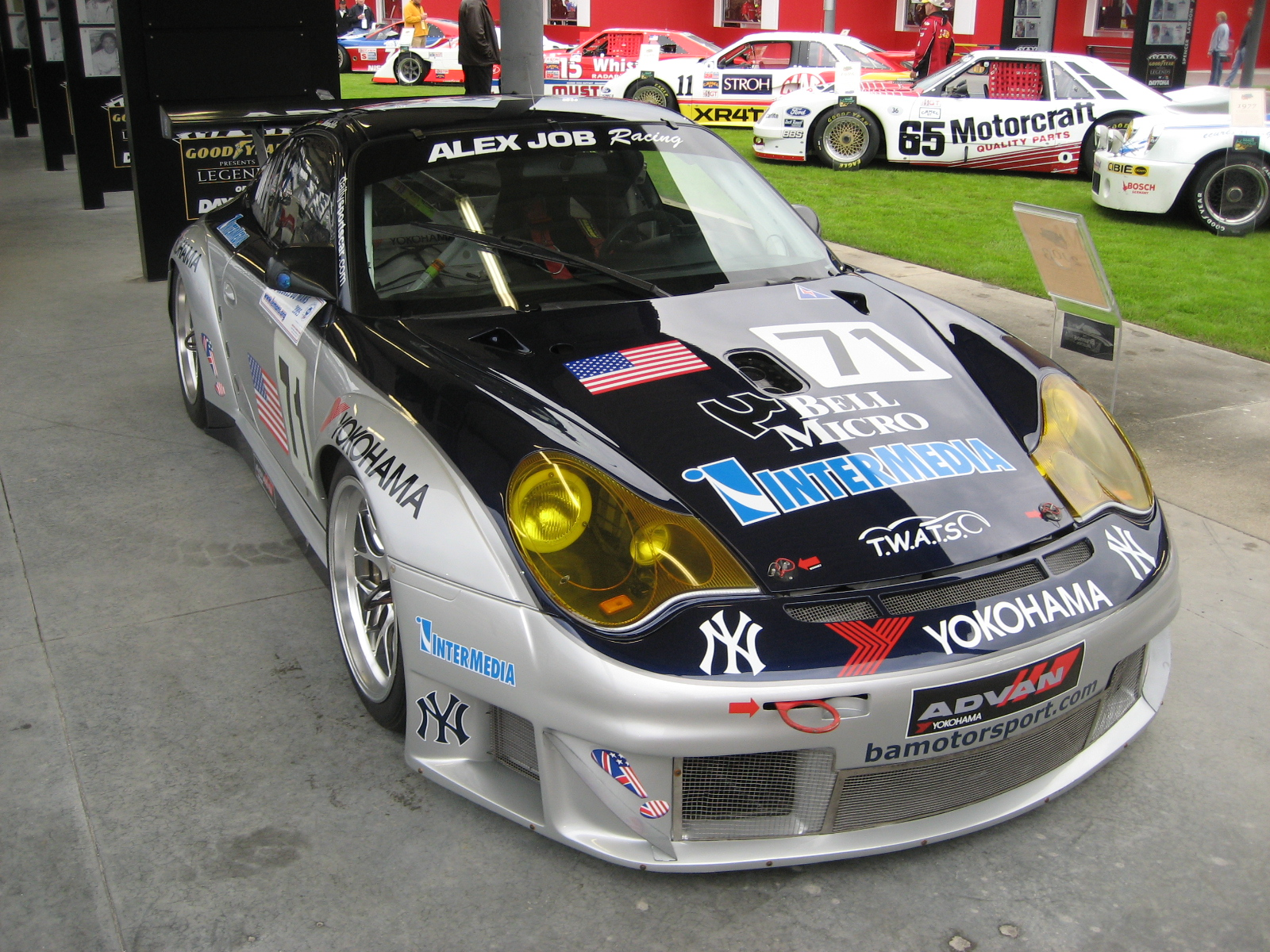
La Porsche 911 GT3 RSR (996) no 71, victorieuse dans la catégorie GT2 et 10e au classement général.

Voici le classement officiel au terme des 24 heures de course.
- Les vainqueurs de chaque catégorie sont signalés par un fond jauni.
- Pour la colonne Pneus, il faut passer le curseur au-dessus du modèle pour connaître le manufacturier de pneumatiques.

| Pos.  | Catégorie | N° | Écurie                                            | Pilotes                                               | Châssis                   | Pneus | Tours |
| Pos.  | Catégorie | N° | Écurie                                            | Pilotes                                               | Moteur                    | Pneus | Tours |
| ----- | --------- | -- | ------------------------------------------------- | ----------------------------------------------------- | ------------------------- | ----- | ----- |
| 1     | LMP1      | 3  | ADT Champion Racing                               | Tom Kristensen JJ Lehto Marco Werner                  | Audi R8                   | M     | 370   |
| 1     | LMP1      | 3  | ADT Champion Racing                               | Tom Kristensen JJ Lehto Marco Werner                  | Audi 3.6L Turbo V8        | M     | 370   |
| 2     | LMP1      | 16 | Pescarolo Sport                                   | Emmanuel Collard Jean-Christophe Boullion Erik Comas  | Pescarolo C60 Hybrid      | M     | 368   |
| 2     | LMP1      | 16 | Pescarolo Sport                                   | Emmanuel Collard Jean-Christophe Boullion Erik Comas  | Judd GV5 5.0L V10         | M     | 368   |
| 3     | LMP1      | 2  | ADT Champion Racing                               | Frank Biela Allan McNish Emanuele Pirro               | Audi R8                   | M     | 364   |
| 3     | LMP1      | 2  | ADT Champion Racing                               | Frank Biela Allan McNish Emanuele Pirro               | Audi 3.6L Turbo V8        | M     | 364   |
| 4     | LMP1      | 4  | Audi PlayStation Team Oreca                       | Franck Montagny Jean-Marc Gounon Stéphane Ortelli     | Audi R8                   | M     | 362   |
| 4     | LMP1      | 4  | Audi PlayStation Team Oreca                       | Franck Montagny Jean-Marc Gounon Stéphane Ortelli     | Audi 3.6L Turbo V8        | M     | 362   |
| 5     | GT1       | 64 | Corvette Racing                                   | Oliver Gavin Olivier Beretta Jan Magnussen            | Chevrolet Corvette C6.R   | M     | 349   |
| 5     | GT1       | 64 | Corvette Racing                                   | Oliver Gavin Olivier Beretta Jan Magnussen            | Chevrolet LS7R 7.0L V8    | M     | 349   |
| 6     | GT1       | 63 | Corvette Racing                                   | Ron Fellows Max Papis Johnny O'Connell                | Chevrolet Corvette C6.R   | M     | 347   |
| 6     | GT1       | 63 | Corvette Racing                                   | Ron Fellows Max Papis Johnny O'Connell                | Chevrolet LS7R 7.0L V8    | M     | 347   |
| 7     | LMP1      | 10 | Racing for Holland                                | Jan Lammers Elton Julian John Bosch                   | Dome S101                 | D     | 346   |
| 7     | LMP1      | 10 | Racing for Holland                                | Jan Lammers Elton Julian John Bosch                   | Judd GV4 4.0L V10         | D     | 346   |
| 8     | LMP1      | 12 | Courage Compétition                               | Dominik Schwager Alexander Frei Christian Vann        | Courage C60 Hybrid        | Y     | 339   |
| 8     | LMP1      | 12 | Courage Compétition                               | Dominik Schwager Alexander Frei Christian Vann        | Judd GV4 4.0L V10         | Y     | 339   |
| 9     | GT1       | 59 | Aston Martin Racing                               | David Brabham Stéphane Sarrazin Darren Turner         | Aston Martin DBR9         | M     | 333   |
| 9     | GT1       | 59 | Aston Martin Racing                               | David Brabham Stéphane Sarrazin Darren Turner         | Aston Martin 6.0L V12     | M     | 333   |
| 10    | GT2       | 71 | Alex Job Racing                                   | Mike Rockenfeller Marc Lieb Leo Hindery               | Porsche 911 GT3 RSR (996) | Y     | 332   |
| 10    | GT2       | 71 | Alex Job Racing                                   | Mike Rockenfeller Marc Lieb Leo Hindery               | Porsche 3.6L Flat-6       | Y     | 332   |
| 11    | GT2       | 90 | Petersen Motorsports White Lightning Racing       | Jörg Bergmeister Patrick Long Timo Bernhard           | Porsche 911 GT3 RSR (996) | M     | 331   |
| 11    | GT2       | 90 | Petersen Motorsports White Lightning Racing       | Jörg Bergmeister Patrick Long Timo Bernhard           | Porsche 3.6L Flat-6       | M     | 331   |
| 12    | GT1       | 50 | Larbre Compétition                                | Patrice Goueslard Olivier Dupard Vincent Vosse        | Ferrari 550 GTS Maranello | M     | 324   |
| 12    | GT1       | 50 | Larbre Compétition                                | Patrice Goueslard Olivier Dupard Vincent Vosse        | Ferrari F133 5.9L V12     | M     | 324   |
| 13    | GT2       | 80 | Flying Lizard Motorsports                         | Johannes van Overbeek Lonnie Pechnik Seth Neiman      | Porsche 911 GT3 RSR (996) | M     | 323   |
| 13    | GT2       | 80 | Flying Lizard Motorsports                         | Johannes van Overbeek Lonnie Pechnik Seth Neiman      | Porsche 3.6L Flat-6       | M     | 323   |
| 14    | LMP1      | 7  | Creation Autosportif Ltd.                         | Nicolas Minassian Jamie Campbell-Walter Andy Wallace  | DBA4 03S                  | M     | 322   |
| 14    | LMP1      | 7  | Creation Autosportif Ltd.                         | Nicolas Minassian Jamie Campbell-Walter Andy Wallace  | Judd GV4 4.0L V10         | M     | 322   |
| 15    | GT2       | 76 | IMSA Performance                                  | Raymond Narac Sébastien Dumez Romain Dumas            | Porsche 911 GT3 RSR (996) | M     | 322   |
| 15    | GT2       | 76 | IMSA Performance                                  | Raymond Narac Sébastien Dumez Romain Dumas            | Porsche 3.6L Flat-6       | M     | 322   |
| 16    | LMP1      | 18 | Rollcentre Racing                                 | Martin Short João Barbosa Vanina Ickx                 | Dallara SP1               | M     | 318   |
| 16    | LMP1      | 18 | Rollcentre Racing                                 | Martin Short João Barbosa Vanina Ickx                 | Judd GV4 4.0L V10         | M     | 318   |
| 17    | GT1       | 61 | Cirtek Motorsport Russian Age Racing Convers Team | Nikolai Fomenko Alexei Vasiliev Christophe Bouchut    | Ferrari 550 GTS Maranello | M     | 315   |
| 17    | GT1       | 61 | Cirtek Motorsport Russian Age Racing Convers Team | Nikolai Fomenko Alexei Vasiliev Christophe Bouchut    | Ferrari F133 5.9L V12     | M     | 315   |
| 18    | GT2       | 72 | Luc Alphand Aventures                             | Luc Alphand Jérôme Policand Christopher Campbell      | Porsche 911 GT3 RS (996)  | M     | 311   |
| 18    | GT2       | 72 | Luc Alphand Aventures                             | Luc Alphand Jérôme Policand Christopher Campbell      | Porsche 3.6L Flat-6       | M     | 311   |
| 19    | GT2       | 89 | Sebah Automotive Ltd.                             | Lars Erik Nielsen Thorkild Thyrring Pierre Ehret      | Porsche 911 GT3 RSR (996) | D     | 307   |
| 19    | GT2       | 89 | Sebah Automotive Ltd.                             | Lars Erik Nielsen Thorkild Thyrring Pierre Ehret      | Porsche 3.6L Flat-6       | D     | 307   |
| 20    | LMP2      | 25 | Ray Mallock Ltd.                                  | Thomas Erdos Mike Newton Warren Hughes                | MG-Lola EX264             | M     | 304   |
| 20    | LMP2      | 25 | Ray Mallock Ltd.                                  | Thomas Erdos Mike Newton Warren Hughes                | Judd XV675 3.4L V8        | M     | 304   |
| 21    | LMP2      | 36 | Paul Belmondo Racing                              | Karim Ojjeh Claude-Yves Gosselin Adam Sharpe (pl)     | Courage C65               | M     | 300   |
| 21    | LMP2      | 36 | Paul Belmondo Racing                              | Karim Ojjeh Claude-Yves Gosselin Adam Sharpe (pl)     | Ford (AER) 2.0L Turbo I4  | M     | 300   |
| 22    | LMP2      | 37 | Paul Belmondo Racing                              | Didier André Paul Belmondo Rick Sutherland            | Courage C65               | M     | 294   |
| 22    | LMP2      | 37 | Paul Belmondo Racing                              | Didier André Paul Belmondo Rick Sutherland            | Ford (AER) 2.0L Turbo I4  | M     | 294   |
| 23    | GT2       | 83 | Seikel Motorsport                                 | Philip Collin David Shep Horst Felbermayr, Sr.        | Porsche 911 GT3 RSR (996) | Y     | 274   |
| 23    | GT2       | 83 | Seikel Motorsport                                 | Philip Collin David Shep Horst Felbermayr, Sr.        | Porsche 3.6L Flat-6       | Y     | 274   |
| 24    | LMP2      | 30 | Kruse Motorsport                                  | Tim Mullen (en) Ian Mitchell Phil Bennett (en)        | Courage C65               | P     | 268   |
| 24    | LMP2      | 30 | Kruse Motorsport                                  | Tim Mullen (en) Ian Mitchell Phil Bennett (en)        | Judd XV675 3.4L V8        | P     | 268   |
| N. c. | GT2       | 95 | Racesport Peninsula TVR                           | John Hartshorne Richard Stanton Piers Johnson         | TVR Tuscan T400R          | D     | 256   |
| N. c. | GT2       | 95 | Racesport Peninsula TVR                           | John Hartshorne Richard Stanton Piers Johnson         | TVR Speed Six 4.0L I6     | D     | 256   |
| N. c. | LMP2      | 24 | Rachel Welter                                     | Yojiro Terada Patrick Roussel William Binnie          | WR LMP04                  | P     | 233   |
| N. c. | LMP2      | 24 | Rachel Welter                                     | Yojiro Terada Patrick Roussel William Binnie          | Peugeot 2.0L Turbo I4     | P     | 233   |
| Abd.  | GT1       | 58 | Aston Martin Racing                               | Peter Kox Pedro Lamy Tomáš Enge                       | Aston Martin DBR9         | M     | 327   |
| Abd.  | GT1       | 58 | Aston Martin Racing                               | Peter Kox Pedro Lamy Tomáš Enge                       | Aston Martin 6.0L V12     | M     | 327   |
| N. c. | LMP1      | 9  | Team Jota Zytek Engineering Ltd.                  | Sam Hignett John Stack Haruki Kurosawa                | Zytek 04S                 | D     | 325   |
| N. c. | LMP1      | 9  | Team Jota Zytek Engineering Ltd.                  | Sam Hignett John Stack Haruki Kurosawa                | Zytek ZG348 3.4L V8       | D     | 325   |
| Abd.  | LMP1      | 17 | Pescarolo Sport                                   | Soheil Ayari Éric Hélary Sébastien Loeb               | Pescarolo C60 Hybrid      | M     | 288   |
| Abd.  | LMP1      | 17 | Pescarolo Sport                                   | Soheil Ayari Éric Hélary Sébastien Loeb               | Judd GV5 5.0L V10         | M     | 288   |
| Abd.  | GT2       | 92 | Cirtek Motorsport Conversbank                     | Stefan Eriksson (en) Joe Macari Rob Wilson            | Ferrari 360 Modena GTC    | D     | 218   |
| Abd.  | GT2       | 92 | Cirtek Motorsport Conversbank                     | Stefan Eriksson (en) Joe Macari Rob Wilson            | Ferrari F131 3.6L V8      | D     | 218   |
| Abd.  | LMP1      | 5  | Jim Gainer International                          | Ryo Michigami Seiji Ara Katsutomo Kaneishi (en)       | Dome S101Hb               | D     | 193   |
| Abd.  | LMP1      | 5  | Jim Gainer International                          | Ryo Michigami Seiji Ara Katsutomo Kaneishi (en)       | Mugen MF408S 4.0L V8      | D     | 193   |
| Abd.  | GT2       | 78 | Panoz Motor Sports                                | Patrick Bourdais Bryan Sellers Marino Franchitti      | Panoz Esperante GTLM      | P     | 185   |
| Abd.  | GT2       | 78 | Panoz Motor Sports                                | Patrick Bourdais Bryan Sellers Marino Franchitti      | Ford (Élan) 5.0L V8       | P     | 185   |
| Abd.  | LMP2      | 35 | G-Force Racing Bokkenrijders                      | Val Hillebrand Franck Hahn Gavin Pickering (de)       | Courage C65               | D     | 183   |
| Abd.  | LMP2      | 35 | G-Force Racing Bokkenrijders                      | Val Hillebrand Franck Hahn Gavin Pickering (de)       | Judd XV675 3.4L V8        | D     | 183   |
| Abd.  | GT2       | 91 | T2M Motorsport                                    | Yutaka Yamagishi Xavier Pompidou Jean-Luc Blanchemain | Porsche 911 GT3 RS (996)  | D     | 183   |
| Abd.  | GT2       | 91 | T2M Motorsport                                    | Yutaka Yamagishi Xavier Pompidou Jean-Luc Blanchemain | Porsche 3.6L Flat-6       | D     | 183   |
| Abd.  | LMP1      | 8  | Rollcentre Racing                                 | Michael Krumm Bobby Verdon-Roe (en) Harold Primat     | Dallara SP1               | M     | 133   |
| Abd.  | LMP1      | 8  | Rollcentre Racing                                 | Michael Krumm Bobby Verdon-Roe (en) Harold Primat     | Nissan 3.6L Turbo V8      | M     | 133   |
| Abd.  | LMP2      | 32 | Intersport Racing                                 | Liz Halliday (en) Sam Hancock Gregor Fisken           | Lola B05/40               | G     | 119   |
| Abd.  | LMP2      | 32 | Intersport Racing                                 | Liz Halliday (en) Sam Hancock Gregor Fisken           | AER P07 2.0L Turbo I4     | G     | 119   |
| Abd.  | LMP2      | 34 | Miracle Motorsports                               | John Macaluso Ian James Andy Lally                    | Courage C65               | K     | 115   |
| Abd.  | LMP2      | 34 | Miracle Motorsports                               | John Macaluso Ian James Andy Lally                    | AER P07 2.0L Turbo I4     | K     | 115   |
| Abd.  | LMP2      | 31 | Noël del Bello Racing                             | Romain Iannetta Christophe Pillon Ni Amorim           | Courage C65               | M     | 99    |
| Abd.  | LMP2      | 31 | Noël del Bello Racing                             | Romain Iannetta Christophe Pillon Ni Amorim           | CG-Mecachrome 3.4L V8     | M     | 99    |
| Abd.  | GT1       | 69 | JMB Racing                                        | Jean-René de Fournoux Stéphane Daoudi Jim Matthews    | Ferrari 575 GTC           | P     | 84    |
| Abd.  | GT1       | 69 | JMB Racing                                        | Jean-René de Fournoux Stéphane Daoudi Jim Matthews    | Ferrari F133 6.0L V12     | P     | 84    |
| Abd.  | GT2       | 85 | Spyker Squadron b.v.                              | Tom Coronel Peter Van Merksteijn Donny Crevels        | Spyker C8 Spyder GT2-R    | D     | 76    |
| Abd.  | GT2       | 85 | Spyker Squadron b.v.                              | Tom Coronel Peter Van Merksteijn Donny Crevels        | Audi 3.8L V8              | D     | 76    |
| Abd.  | GT2       | 93 | Scuderia Ecosse                                   | Andrew Kirkaldy Nathan Kinch Anthony Reid             | Ferrari 360 Modena GTC    | P     | 70    |
| Abd.  | GT2       | 93 | Scuderia Ecosse                                   | Andrew Kirkaldy Nathan Kinch Anthony Reid             | Ferrari F131 3.6L V8      | P     | 70    |
| Abd.  | GT1       | 51 | BMS Scuderia Italia                               | Fabrizio Gollin Christian Pescatori Miguel Ramos      | Ferrari 550 GTS Maranello | P     | 67    |
| Abd.  | GT1       | 51 | BMS Scuderia Italia                               | Fabrizio Gollin Christian Pescatori Miguel Ramos      | Ferrari F133 5.9L V12     | P     | 67    |
| Abd.  | GT1       | 52 | BMS Scuderia Italia                               | Michele Bartyan Matteo Malucelli Toni Seiler          | Ferrari 550 GTS Maranello | P     | 60    |
| Abd.  | GT1       | 52 | BMS Scuderia Italia                               | Michele Bartyan Matteo Malucelli Toni Seiler          | Ferrari F133 5.9L V12     | P     | 60    |
| Abd.  | LMP2      | 23 | Gerard Welter                                     | Jean-Bernard Bouvet Robert Julien Sylvain Boulay      | WR LMP04                  | P     | 53    |
| Abd.  | LMP2      | 23 | Gerard Welter                                     | Jean-Bernard Bouvet Robert Julien Sylvain Boulay      | Peugeot ES9J4S 3.4L V6    | P     | 53    |
| Abd.  | LMP1      | 13 | Courage Compétition                               | Jonathan Cochet Shinji Nakano Bruce Jouanny           | Courage C60 Hybrid        | Y     | 52    |
| Abd.  | LMP1      | 13 | Courage Compétition                               | Jonathan Cochet Shinji Nakano Bruce Jouanny           | Judd GV4 4.0L V10         | Y     | 52    |
| Abd.  | LMP2      | 20 | Pir Compétition                                   | Pierre Bruneau Marc Rostan Philippe Haezebrouck       | Pilbeam MP93              | M     | 32    |
| Abd.  | LMP2      | 20 | Pir Compétition                                   | Pierre Bruneau Marc Rostan Philippe Haezebrouck       | JPX 3.4L V6               | M     | 32    |
| Abd.  | LMP2      | 39 | Chamberlain Synergy Motorsport                    | Bob Berridge Gareth Evans Peter Owen                  | Lola B05/40               | D     | 30    |
| Abd.  | LMP2      | 39 | Chamberlain Synergy Motorsport                    | Bob Berridge Gareth Evans Peter Owen                  | AER P07 2.0L Turbo I4     | D     | 30    |
| Abd.  | LMP2      | 33 | Intersport Racing Cirtek Motorsport               | Juan Barazi Sergey Zlobin Bastien Brière              | Courage C65               | M     | 30    |
| Abd.  | LMP2      | 33 | Intersport Racing Cirtek Motorsport               | Juan Barazi Sergey Zlobin Bastien Brière              | AER P07 2.0L Turbo I4     | M     | 30    |
| Abd.  | GT2       | 77 | Panoz Motor Sports                                | Bill Auberlen Robin Liddell Scott Maxwell             | Panoz Esperante GTLM      | P     | 30    |
| Abd.  | GT2       | 77 | Panoz Motor Sports                                | Bill Auberlen Robin Liddell Scott Maxwell             | Ford (Élan) 5.0L V8       | P     | 30    |

Détails :
- La no 24 WR Peugeot et la no 95 TVR Tuscan 400R n'ont pas été classées pour cause de distance parcourue insuffisante (moins de 70 % de la distance du 1er).
- La no 9 Zyteck 04S n'a pas été classée, non pas pour distance insuffisante, mais parce qu'elle n'a pas franchi la ligne d'arrivée. L'abandon n'a pas été déclaré officiellement par le Team Jota.

## Pole position et record du tour
- Pole position : Emmanuel Collard sur no 16 Pescarolo Sport en 3 min 34 s 715.
- Meilleur tour en course : Jean-Christophe Boullion sur no 16 Pescarolo Sport en 3 min 34 s 968 au 226e tour.

## Tours en tête
- no 16 Pescarolo C60 - Pescarolo Sport : 39 (1-9/ 11-44)
- no 2 Audi R8 - Champion Racing : 8 (10 / 41-47)
- no 3 Audi R8 - Champion Racing : 323 (48-370)

## À noter
- Longueur du circuit : 13,650 km
- Distance parcourue : 5 050,5 km
- Vitesse moyenne : 210,216 km/h
- Écart avec le 2e : 27,3 km
- 230 000 spectateurs